# Engla
Engla är en kortform av det forntyska namnet Engel som betyder angler (folknamnet) eller möjligen ängel. Namnet förekommer också i Sverige med stavningen Ängla.
Den 31 december 2014 fanns det totalt 3 021 kvinnor folkbokförda i Sverige med namnet Engla, varav 1 399 bar det som tilltalsnamn. Motsvarande siffror för Ängla var 542 respektive 214.
Namnsdag i Sverige saknas